# 2022年亞洲運動會高爾夫比賽
2022年亞洲運動會高爾夫比賽，是因2019冠状病毒病疫情而延期至2023年进行的第十九屆亞洲運動會的其中一項競賽項目，共產生4面金牌；賽事於2023年9月28日至10月1日在中國杭州的西湖国际高尔夫球场舉行。

## 赛程
以下是高尔夫项目的比赛赛程：
| R1 | 第1轮 | R2 | 第2轮 | R3 | 第3轮 | FR | 第4轮 |

| 日期→项目↓ | 2023年9月   | 2023年9月   | 2023年9月   | 2023年10月 |
| 日期→项目↓ | 28日 （四） | 29日 （五） | 30日 （六） | 1日 （日） |
| ---------- | ----------- | ----------- | ----------- | ---------- |
| 男子个人   | R1          | R2          | R3          | FR         |
| 女子个人   | R1          | R2          | R3          | FR         |
| 男子团体   | R1          | R2          | R3          | FR         |
| 女子团体   | R1          | R2          | R3          | FR         |

## 参赛代表团
共有来自25个代表团的121名运动员参加高尔夫比赛：
- （2）
- 不丹（1）
- 中国（6）
- 中华台北（7）
- 中国香港（7）
- 印度（7）
- 约旦（1）
- 日本（7）
- （7）
- 沙特阿拉伯（4）
- 科威特（1）
- 老挝（4）
- 中国澳门（4）
- 蒙古（6）
- 尼泊尔（6）
- 巴基斯坦（5）
- 菲律宾（6）
- 巴勒斯坦（1）
- （5）
- 新加坡（7）
- 斯里兰卡（4）
- 韩国（7）
- 泰国（7）
- 阿拉伯联合酋长国（2）
- 越南（6）

## 獎牌榜
*   主办国家/地区（中国）
| 排名                | 代表团              | 金牌 | 銀牌 | 銅牌 | 总计 |
| ------------------- | ------------------- | ---- | ---- | ---- | ---- |
| 1                   | 泰国                | 2    | 1    | 0    | 3    |
| 2                   | 韩国                | 1    | 2    | 1    | 4    |
| 3                   | 中国香港            | 1    | 0    | 1    | 2    |
| 4                   | 印度                | 0    | 1    | 0    | 1    |
| 5                   | 中国*               | 0    | 0    | 1    | 1    |
| 5                   | 中华台北            | 0    | 0    | 1    | 1    |
| 总计（共6个代表团） | 总计（共6个代表团） | 4    | 4    | 4    | 12   |

## 奖牌得主
| 項目     | 金牌                                                                      | 银牌                                                                                      | 铜牌                                                |
| 男子個人 | 許龍一 · 中国香港（HKG）                                                  | 任成宰 · 韩国（KOR）                                                                      | 洪健堯 · 中华台北（TPE）                            |
| 男子團體 | 韩国（KOR） · 金時沅 · Jang Yu-bin · 任成宰 · Cho Woo-young               | 泰国（THA） · Phachara Khongwatmai · Atiruj Winaicharoenchai · 丹泰·汶玛 · Poom Saksansin | 中国香港（HKG） · 黑純一 · 張雄熙 · 許龍一 · 伍城峰 |
| 女子個人 | Arpichaya Yubol · 泰国（THA）                                             | 阿迪蒂·阿肖克 · 印度（IND）                                                               | Yoo Hyun-jo · 韩国（KOR）                           |
| 女子團體 | 泰国（THA） · Eila Galitsky · Patcharajutar Kongkraphan · Arpichaya Yubol | 韩国（KOR） · Yoo Hyun-jo · Lim Ji-yoo · Kim Min-sol                                      | 中国（CHN） · 殷若寧 · 刘钰 · 林希妤                |

## 外部連結
- 官方成绩册（页面存档备份，存于）